# Centre Termolúdic Caldea
Das Centre Termolúdic Caldea (Kurzbezeichnung: Caldea (Caldea balneario aguas termales)) ist ein Thermalbad, Spa- und Unterhaltungszentrum im Fürstentum Andorra, das die natürlichen heißen Quellen nutzt. Es ist das größte Thermalbadzentrum in Südeuropa. Die erste öffentliche Thermalbadeinrichtung Centre Termolúdic Caldea in der Gemeinde Escaldes-Engordany wurde im Jahr 1994 in Betrieb genommen.

## Beschreibung
Das futuristisch anmutende Thermalbad aus überwiegend beschichtetem Stahl, Edelstahl und Glas wurde vom französischen Architekten Jean-Michel Ruols entworfen. Die Bauarbeiten dauerten zwei Jahre. Die Thermalwasseraufbereitung und die Wasserspiele wurden von der Firma DELAS aus Frankreich ausgeführt. Die Panoramaaufzüge lieferte die Otis Elevator Company. Eröffnung war 1994. 
Das Gebäude in einer Höhenlage von 1240 Meter erstreckt sich über eine Gesamtfläche von rund 32.000 m² auf mehreren Ebenen und beinhaltet einen 80 Meter hohen, dreieckigen Turm. Der zweidimensionale, freitragende Strukturrahmen besteht aus 13 Strebepfeilern aus Stahl mit Polyurethanbeschichtung. Insgesamt wurden rund 450 Tonnen Stahl verbaut. Die im Innenraum verwendeten Materialien sind Marmor, Granit, Keramik und Edelstahl. Neben den Badeeinrichtungen gehören sich auch ein Saunabereich, mehrere Restaurants, eine Panorama-Bar, eine Einkaufspassage und eine Tiefgarage mit rund 500 Stellplätzen zum Baukomplex. 
Betreiber ist die S.E.M.T.E.E. Aktiengesellschaft. Seit der Eröffnung wurden rund 5 Millionen Besucher gezählt.

## Technische Daten
- Gesamtfläche: 31.680 m²
- Interne Struktur Badebreich:  ca. 10.000 m²
- Glasoberfläche: 10.000 m²
- Wassermenge in den verschiedenen Badebecken: 1.291 m³
- Täglicher Wasserverbrauch:  900 m³
- Leistung der Klimaanlage Umluft: 70.000 m³
- Fläche des Freizeitbereiches: 6.000 m²
- Restaurantkapazität: 500 bis 600 Personen
- Eröffnung: März 1994

## Besucherstatistik
- 1995: 270.000 Kunden
- 1996: 310.000 Kunden
- 1997: 350.000 Kunden
- 1998: 370.000 Besucher
- 2022: 411.833 Besucher[1]